# Contea di Wright (Minnesota)
La contea di Wright in inglese Wright County è una contea dello Stato del Minnesota, negli Stati Uniti. La popolazione al censimento del 2000 era di 89 986 abitanti. Il capoluogo di contea è Buffalo